# Карно, Луи
Луи Карно (фр. Louis Carnot; род. 25 февраля 2001, Пабю, Кот-д’Армор, Бретань, Франция) — французский футболист, атакующий полузащитник. Сын Стефана Карно.
Воспитанник клуба «Генгам». За вторую команду клуба играл в дивизионах Насьональ 3 и, с сезона 2019/20, Насьональ 2.
Играл за сборные Франции U-16 (в 2017 году, будучи вызванным в неё Патриком Гонфалоном) и U-18, вызывался в команду U-17.
В марте 2019 года подписал первый профессиональный контракт с «Генгамом», срок соглашения составил три года. 18 мая 2019 года дебютировал в Лиге 1 в матче предпоследнего тура чемпионата (по итогам которого «Генгам» вылетел в Лигу 2) против «Нима». Продолжил играть за «Генгам» в Лиге 2.
В 2021 году был отдан в аренду в клуб дивизиона Насьональ «Конкарно» из одноимённого города до конца сезона 2020/21. В июне 2022 года, по завершении контракта с «Генгамом», покинул «Генгам» и полгода оставался без команды, зимой перешёл во вторую команду «Лилля» (дивизион Насьональ 3). В августе 2023 года перешёл в «Нанси» (дивизион Насьональ).